# Thibaut Bernard
Thibaut Bernard (* 15. Januar 2003 in Lüttich) ist ein belgischer Radsportler, der auf Bahn und Straße aktiv ist.

## Sportlicher Werdegang
2022 belegte Thibaut Bernard bei den U23-Europameisterschaften mit Tuur Dens, Noah Vandenbranden und Gianluca Pollefliet Platz zwei in der Mannschaftsverfolgung; im Jahr darauf wurde der belgische U23-Vierer mit Brem Deman, Gianluca Pollefliet und Noah Vandenbranden bei den Europameisterschaften Dritter. 2022 und 2023 wurde Bernard belgischer Meister in der Einerverfolgung.
Seit Anfang 2023 ist Bernard permanentest Mitglied des belgischen Elite-Vierers, der seitdem vier Mal den nationalen Rekord über 4000 Meter verbesserte. Im Herbst 2023 startete er beim Zukunfts-Sechstagerennen in Gent.
Der belgische Vierer mit Bernard in seinen Reihen belegte beim Lauf des Nations’ Cup 2024 im kanadischen Milton Platz zwei und konnte die abschließende Gesamtwertung auf Platz vier abschließen. Damit qualifizierte sich das Team für den Start bei den Olympischen Spielen in Paris.

## Erfolge
2022
- U23-Europameisterschaft – Mannschaftsverfolgung (mit Tuur Dens, Noah Vandenbranden und Gianluca Pollefliet)
- Belgischer Meister – Einerverfolgung

2023
- U23-Europameisterschaft – Mannschaftsverfolgung (mit Brem Deman, Gianluca Pollefliet und Noah Vandenbranden)
- Belgischer Meister – Einerverfolgung

2024
- U23-Europameisterschaften – Mannschaftsverfolgung (mit Renzo Raes, Noah Vandenbranden, Milan Van den Haute und Stan Dens)
- U23-Europameisterschaften – Einerverfolgung, Punktefahren

2024/25
- Belgischer Meister – Ausscheidungsfahren, Scratch

2025
- U23-Europameister – Zweier-Mannschaftsfahren (mit Milan Van den Haute)